# 이세계아이돌
이세계아이돌(영어: Isegye Idol, 약칭: 이세돌)은 대한민국의 버추얼 유튜버 및 SOOP 스트리머 그룹이자, 6인조 버추얼 아이돌 걸그룹이다. 왁타버스(Waktaverse)라는 세계관 속에서 활동하며, 유명 스트리머 우왁굳이 주도한 오디션 방송을 통해 2021년 8월 26일에 결성되었다. 이후 싱글 1집 "RE : WIND"로 2021년 12월 17일 데뷔하였다.
데뷔 음반인 "RE : WIND"는 멜론 차트 80위, 벅스 1위, 가온 다운로드 차트 1위 등의 기록을 세워, 국내 버추얼 아이돌로선 이례적인 팬덤 화력을 보여주었으며. 뒤이은 겨울봄, LOCKDOWN, KIDDING과 같은 음반들도 멜론의 명예의 전당에 오르는 등의 인기를 보여주었다.
또한 멤버 6명이 모두 인터넷 방송인 활동을 겸임하고 있으며 멤버 전원이 트위치와 SOOP에서 파트너 스트리머를 달성하고 유튜브 실버 버튼을 획득하는 성과를 올렸다.

## 역사

### 데뷔 과정
이세계아이돌은 단순히 재미를 위한 프로젝트에서 시작됐다. 인터넷 방송인 우왁굳은 평소 자주 제작하던 구독자 참여형 콘텐츠로서 아이돌 제작 프로젝트를 시작했다. 우왁굳의 팬카페인 왁물원에서 지원을 받았으며 총 150명의 지원자를 받아 오디션을 진행했다.
1차 오디션에서는 가수로서의 능력을 평가하였으며 우왁굳 본인과 우왁굳의 고정멤버인 뢴트게늄, 버추얼 스트리머로 활동하고 있는 대월향이 심사위원으로 참가했다. 이 때 오디션 진행은 VRChat으로 이뤄졌다. 이후 치러지는 2차 오디션에서는 스트리머로서의 능력을 평가하기 위해 방송을 진행하고 이를 평가하는 방식이 활용되었다.
최종 멤버는 2021년 8월 26일에 공개되었으며 최종 6명이 선발되었으며, 선발된 최종 6명은 아이네, 징버거, 릴파, 주르르, 고세구, 비챤이다. 선발 이후에는 개인 방송을 진행하거나 우왁굳의 방송에 참가하는 등 인터넷 방송 활동을 이어나갔다.

### RE: WIND 발매 이후
2021년 12월 17일 데뷔 음반인 "RE : WIND"를 발표하면서 가수로 데뷔를 하였다. RE : WIND는 멜론 TOP100 차트 80위, 벅스 1위, 가온 다운로드 차트 1위 등의 기록을 세웠다. 또한 데뷔 직후인 2021년 12월 19일에는 VRChat에서 가상 팬미팅을 진행하기도 했다.
또한 각 멤버들은 각자의 유튜브 채널을 통해 커버곡을 올리는 활동을 시작하였다. 대표적으로 릴파는 Promise의 커버곡을, 고세구는 팬서비스의 커버곡을 발표하였으며 일부 커버곡들은 유튜브에서 수백만회의 조회수를 기록하면서 화제를 모았다.
2022년 2월 21일에는 고세구가 이세계아이돌 멤버 중 최초로 구독자 10만명을 돌파하였다.

### 겨울봄 발매 이후
2022년 3월 11일에는 두 번째 앨범인 "겨울봄"을 발표했다. "겨울봄"은 사랑하는 사람을 다시는 볼 수 없을 것 같다는 불안 속에서도 희망을 잃지 않는다는 내용을 담고 있는 케이팝 발라드 곡을 테마로 하였다. 3월 1주차(3월 6일 ~ 3월 12일) 겨울봄은 가온차트 다운로드 부문에서 1위를 차지하였으며, 유튜브 인기 동영상 3위에 올랐다. 또한 멜론 (온라인 음악 서비스) TOP100 차트에서 36위에 오르는 기록을 세웠다.
2022년 3월 21일, 주르르가 유튜브 구독자 10만을 달성하면서 이세계아이돌의 전 멤버가 유튜브 구독자 10만 명을 달성했다.
2022년 4월 2일에는 아이네가 래퍼 그냥노창의 싱글 없는계절에 참여했다. 없는계절을 통해 실제 가수와 콜라보레이션을 하는 첫 번째 사례가 되었다.
2022년 5월 14일에는 우왁굳의 개인방송을 통해 우왁굳과 종신 계약으로 정식 계약을 맺었다는 사실이 공개되었다.
2022년 8월 10일, 우왁굳의 생방송에서 카카오페이지에서 이세계아이돌의 공식 웹툰이 제작된다는 소식이 알려졌다. 이후 왁물원을 통해 웹툰 공모전이 실시되었으며 2개의 작품이 선정되었다. 이후 2023년 6월 3일에 마법소녀 이세계아이돌과 차원을 넘어 이세계아이돌의 연재 사실이 공개되었다.

### LOCKDOWN & Another World 발매 이후
2023년 6월 22일, 이세계아이돌의 공식 웹툰인 마법소녀 이세계아이돌이 카카오웹툰과 카카오페이지에서 연재를 시작하였다. 6월 23일에는 마법소녀 이세계아이돌의 OST인 LOCKDOWN이 공개되었다. LOCKDOWN은 멜론에서 발매 하루만에 100만 스트리밍을 달성하면서 버추얼 그룹 최초로 멜론의 전당 타이틀을 얻게 되었다.
2023년 7월 9일에는 주르르가 버츄얼 가수 '숲튽훈'과 함께 윤종신의 고속도로 로망스를 리메이크한 고속도로 로망스에 참여하였다. 고속도로 로망스를 통해 이세계아이돌 중 다른 가수와 콜라보레이션을 하는 두번째 사례가 되었다.
2023년 7월 21일에는 또 다른 공식 웹툰인 차원을 넘어 이세계아이돌의 OST인 Another World가 공개되었다. 
Another World도 멜론에서 발매 하루만에 100만 스트리밍을 달성하면서 뉴진스와 함께 유이한 멜론의 전당 2회를 달성하였다.

### KIDDING 발매 이후
2023년 8월 18일, 이세계아이돌의 3집 싱글인 KIDDING이 발매되었다. KIDDING은 멜론에서 발매 하루만에 200만 스트리밍을 달성하면서 멜론 최초로 멜론의 전당 3회 타이틀을 얻게 되었다. KIDDING은 멜론에서 TOP100 차트 6위, 일간 차트 58위, 주간 차트 76위, 멜론 주간 인기상 TOP20 1위를 달성하였다. 유튜브에서 한국 인기 급상승 동영상 1위, 한국 인기 급상승 음악 1위, 유튜브 뮤직 한국 인기곡 3위, 3주 연속 유튜브 뮤직 한국 뮤직비디오 1위를 달성하였다. 또한, 한국 버추얼 아이돌 최초로 빌보드 한국 차트 3위와 빌보드 글로벌 200 Excl U.S.(미국 제외) 167위를 달성하였다.
2023년 9월 23일, 이세계아이돌의 첫 오프라인 콘서트인 이세계 페스티벌에서 Superhero와 OVER가 처음으로 공개되었다. 이후 2023년 9월 24일에 해당 곡들을 수록한 스페셜 앨범인 이세계 페스티벌이 발매되었다. 
2021년 12월 17일부터 2024년 2월 3일까지 트위치가 한국 시장 철수를 발표하게 되면서 8일 만에 2024년 2월 11일부터 10월 5일까지 우왁굳과 함께 아프리카TV로 방송 플랫폼을 이동하기로 결정했다. 이후 2024년 2월 11일부터 10월 5일까지 8개월 동안을 아프리카TV 첫 릴레이 데뷔 방송을 하여 2024년 2월 10일에는 비챤, 고세구, 징버거가 하고 2024년 2월 11일에는 릴파, 주르르, 아이네가 마지막 순서를 아프리카TV 첫 릴레이 데뷔 방송을 시작하였으며 2024년 10월 5일부터 SOOP에서 방송 중에 있다.
2024년 3월 2일, 데뷔곡인 RE : WIND가 유튜브 조회수 2,000만을 달성했다.
2024년 3월 16일, 고세구가 이세계아이돌 최초로 유튜브 구독자 50만을 달성했다.
2024년 6월 26일, LOCKDOWN이 유튜브 조회수 1,000만을 달성했다.
2024년 7월 12~13일, 이세계아이돌의 멤버 릴파의 오프라인 단독 콘서트 LILPACON : Going Out 이 경희대학교 평화의 전당에서 개최되었다. 이는 이세계아이돌의 데뷔 이후 처음으로 진행된 멤버 개인의 단독콘서트이다. 

2024년 9월 7일, 고세구가 이세계아이돌 최초로 유튜브 구독자 60만을 달성했다. 또한 멤버 전원이 SOOP 파트너 스트리머를 달성하였다.
2024년 12월 23일, 텀블벅을 통해 차원을 넘어 이세계아이돌의 단행본 및 굿즈가 크라우드 펀딩으로 판매를 시작했다. 하루도 안 되어 후원 금액 66억원을 돌파하면서 마법소녀 이세계아이돌의 기존 텀블벅 후원 1위 기록을 스스로 경신하였다. 이후 최종 88억 2천2백만원 가량이 모금되면서 역대 국내 크라우드 펀딩 1위 기록을 다시 한 번 경신하였다.
2024년 12월 2일, 찜닭 프랜차이즈인 두찜과 첫 번째 콜라보를 진행하였다.
2024년 SOOP 스트리머 대상 시상식에서 이세계아이돌 멤버 6인이 전원 신인상을 수상했다.

### 2025년
2025년 3월 18일, 우왁굳의 생방송에서 진행된 2025년 왁타버스 로드맵에서 2025년의 이세계아이돌의 활동 로드맵을 발표했다. 2025년 3월 20일, 이세계페스티벌 서울 2025의 홍보곡인 SYZYGY가 발매되었다.
2025년 4월 3일 이세계아이돌의 3집 KIDDING의 뮤직비디오 조회수가 2000만을 돌파하였다.
2025년 4월 25일, 4집 Misty Rainbow가 발매되었다.
2025년 5월 16 ~ 17일 서울 고척 스카이돔에서 이세계페스티벌 서울 2025의 참여 아티스트로 공연을 하였다.
2025년 5월 18일 5집 Stargazers가 발매되었다.

## 구성원
| 이름   | 소개                                                              |
| ------ | ----------------------------------------------------------------- |
| 아이네 | - 생년월일: 1994년 (33세) - 활동기간: 2021년 12월 17일 ~          |
| 징버거 | - 생년월일: 1995년 10월 8일 (32세) - 활동기간: 2021년 12월 17일 ~ |
| 릴파   | - 생년월일: 1996년 3월 9일 (31세) - 활동기간: 2021년 12월 17일 ~  |
| 주르르 | - 생년월일: 1997년 6월 10일 (30세) - 활동기간: 2021년 12월 17일 ~ |
| 고세구 | - 생년월일: 1998년 (29세) - 활동기간: 2021년 12월 17일 ~          |
| 비챤   | - 생년월일: 2000년 1월 16일 (27세) - 활동기간: 2021년 12월 17일 ~ |

## 음반 목록
- 디지털 싱글 1집 - RE : WIND

2021년 12월 17일, 이세계아이돌은 디지털 싱글 《RE : WIND》를 발표하며 공식 데뷔하였다. 이 곡은 멜론 TOP100 80위, 벅스 1위, 가온 다운로드 차트 1위를 기록하였다.
- 디지털 싱글 2집 - 겨울봄

2022년 3월 11일, 두 번째 싱글 《겨울봄》이 발매되었으며, 가온차트 다운로드 부문 1위와 멜론 TOP100 차트 36위를 기록하였다. 유튜브에서는 인기 동영상 3위에 오르기도 했다.“Z세대가 아는 ‘이세돌’은 바둑 기사가 아니었다”. 《뉴스1》. 2022년 3월 19일.
- 마법소녀 이세계아이돌 OST - LOCKDOWN
- 차원을 넘어 이세계아이돌 OST - Another World

이세계아이돌은 자사 웹툰의 주제가로 《LOCKDOWN》과 《Another World》를 발표하였다. 두 곡 모두 멜론 스트리밍 100만 건 이상을 기록하며 ‘멜론 명예의 전당’에 등재되었다.
- 디지털 싱글 3집 - KIDDING

2023년 8월 18일 발표된 세 번째 싱글 《KIDDING》은 빌보드 코리아 3위, 빌보드 글로벌 200 Excl. U.S. 167위를 기록하였다. 이 곡은 멜론 TOP100 차트 6위, 유튜브 인기 급상승 동영상 1위를 기록하였다.
- 스페셜 앨범 - 이세계 페스티벌

2023년 9월 23일 진행된 콘서트 '이세계 페스티벌' 에서 선공개된 《Superhero》, 《Over》가 수록되어있다.
- 디지털 싱글 4집 - Misty Rainbow

2025년 4월 25일 발표된 네 번째 싱글 《Misty Rainbow》를 발표하였다. 발매 직후 24시간 이내 멜론 스트리밍 100만 건 이상을 기록하여 '멜론 명예의 전당'에 등재되었다.
- 이세계 페스티벌 2025 서울 OST - SYZYGY
- 디지털 싱글 5집 - Stargazers

### 내용주
1. ↑  콘셉트 상으로는 방송인 우왁굳이 만든 VRChat 내에 존재하는 왁 엔터테인먼트라는 가상의 소속사에 속해있다.